# Гувернер Онтарија
Гувернер Онтарија (енгл. Lieutenant Governor of Ontario) заступник је канадског монарха у Онтарију.

## Историја
Дужност гувернера постоји од 1867. након оснивања Онтарија унутар Канадске конфедерације. Раније је постојала функција гувернера Западне Канаде. Од тада, укупно 28 гувернера је служило у провинцији, између којих су најистакнутији били Pauline Mills McGibbon, прва жена на тој функцији, и Линколн Александер, који је имао западноиндијско поријекло. Најкраћи мандат је имао Henry William Stisted, од 1. јула 1867. до 14. јула 1868, а најдужи је имао Albert Edward Matthews, од новембра 1937. до децембра 1946. године.
Након избора из 1937, на којим је Либерална странка добила већину у Законодавној скупштини, служба гувернера је добила значајно мање буџетских средстава. Владин дом, дотадашња резиденција, била је затворена и вицекраљ је премјештен у Законодавну зграду. Функција гувернера је била углавном притајена све до 1985, када је захтјевано од тадашњег гувернера John Black Aird да искористи своје краљевске прерогативе. То се десило након што је премијер Frank Miller те године изгубио повјерење у Законодавној скупштини и када је опозициона Либерална странка успјела да формира коалицију заједно са Новом демократском странком и независним посланицима. Тада је гувернер John Black Aird био позван да именује новог премијера Онтарија.

## Дјелокруг
Гувернер Онтарија формално врши извршне и законодавне функције прописане Уставом Канаде. Као намјесник канадског монарха он је провинцијски шеф државе док је премијер провинцијски шеф владе. Гувернер се формално сматра и чиниоцем законодавне власти поред Законодавне скупштине.
Покровитељ је неких институција у Онтарију, као нпр. Краљевског онтаријског музеја. Такође, намјесник као канцелар Ордена Онтарија, додјељује заслуженим појединцима ово истакнуто одликовање. На дан именовања постаје витез и вицеприор Ордена Светог Јована Јерусалимског у Онтарију. Надаље, уручује још многа одливања и медаље, у своје име, или у заједништву са другим хуманитарним организацијама. Додијељивање одликовања се врше на званичним церемонијама, којих гувернер приређује много током године.
На званичним церемонијама и пријемима, гувернер има своју службену заставу која се састоји из плавог поља на којем је грб Њеног величанства у Онтарију, окружен са десет златних јаворових листова који симболизују десет провинција Канаде. Унутар Онтарија, гувернер према реду првенства долази одмах након монарха.